# Klifparkiet
De klifparkiet (Myiopsitta luchsi) is een endemische parkiet uit Midden-Bolivia. De soort werd lang beschouwd als een ondersoort van de monniksparkiet.

## Kenmerken
De vogel is 26 tot 28 cm lang en lijkt sterk op de monniksparkiet. De soort verschilt daarvan door een sterkere groene kleur,  meer blauw in de staart, donkerder slagpennen, egaal lichtgrijze borst en zijn gewoonte om nesten niet in bomen maar op kliffen te maken.
De vogel komt voor in gebieden met droogteminnende vegetatie en kliffen op 1300 tot 3000 m boven de zeespiegel.

## Status
De grootte van de wereldpopulatie is niet geschat, maar de vogel is plaatselijk vrij algemeen. Om deze redenen staat deze soort als niet bedreigd op de Rode Lijst van de IUCN.